# José Antonio Conde
José Antonio Conde y Garcia (La Peraleja, 28 octobre 1766-Madrid, 12 juin 1820) est un historien espagnol.

## Biographie
Il étudie le grec, l'hébreu et l'arabe et se fait remarquer par une traduction en vers d'Anacréon, de Théocrite, Bion et Moschus puis, en 1799 de la Description de l'Espagne de Edrisi.
Membre de l'université d'Alcala, de l'Académie espagnole (1802) et de l'Académie d'histoire de Madrid (1804), il fut bibliothécaire-archiviste du ministère de l'Intérieur pendant l'occupation française.
Son plus célèbre ouvrage est l'Histoire de la domination des Arabes en Espagne, publié à Madrid en 1820-1821 et traduit en français en 1825.

## Œuvres
- Poesias de Anacreon, Teócrito, Bion y Mosco, Madrid: Benito Cano, 1796.
- Idilios de Teócrito, Bion y Mosco, Madrid: Benito Cano, 1796.
- Historia de la dominación de los árabes en España, sacada de varios manuscritos y memorias arábigas, 3 vols., Madrid, 1820-1821.
- Califas cordobeses, 1820.
- Poesías orientales, Madrid, 1819.
- Sobre las monedas arábigas, Madrid, 1817.
- El Evanteo, poema traducido, 1787.
- Thekr al Andalus taleef Sherif Aledris / Descripción de España de Xerif Aledris, conocido por El Nubiense, Madrid: Imprenta Real, 1799.
- Censura crítica del alfabeto primitivo de España, y pretendidos monumentos literarios del vascuence. Madrid, Imprenta real, 1806.
- Censura crítica de la pretendida excelencia y antigüedad del vascuence Madrid, Imprenta real, 1804.
- Carta en Castellano con posdata poliglota : en la qual don Juan Antonio Pellicer y don Josef Antonio Conde... responden a la carta crítica que un Anonimo dirigio al Autor de las Notas del Don Quijote desaprobando algunas de ellas. Madrid: Imprenta de Sancha, 1800.
- Memoria sobre la moneda arabiga, y en especial la acuñada en España por los principes musulmanes : leida en la real Académica de la Historia en junta de 21 Julio de 1804, Madrid, 1817.